# 中平路故事館

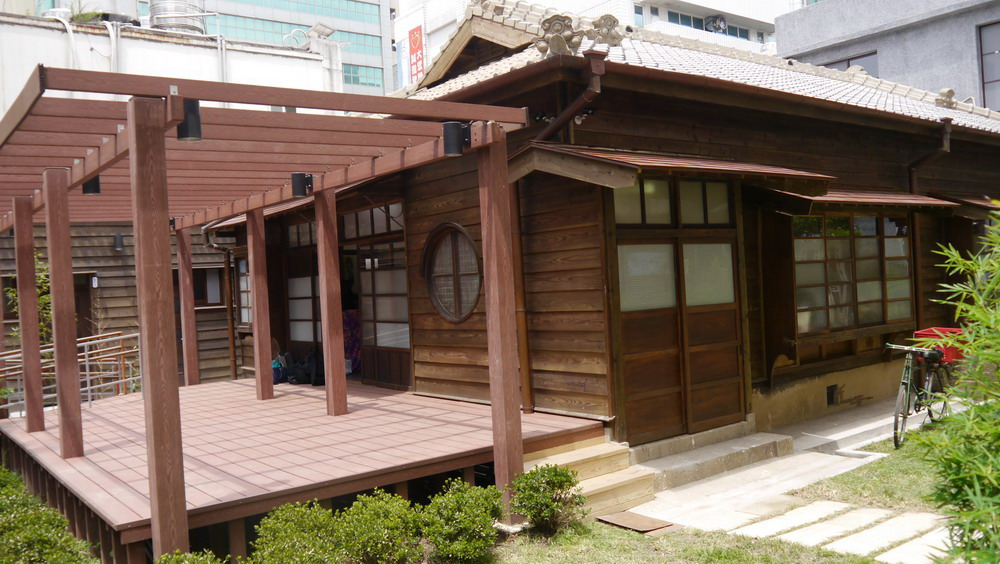
中平路故事館外觀

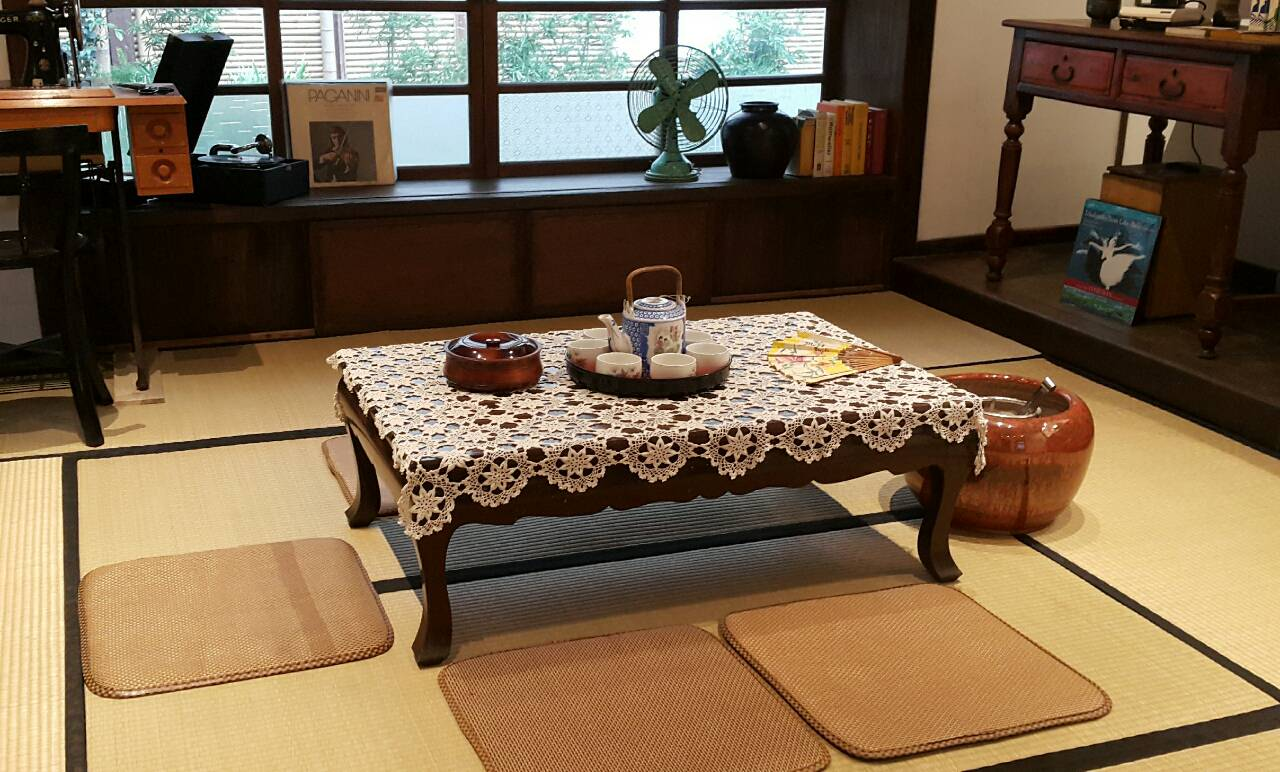
王家座敷

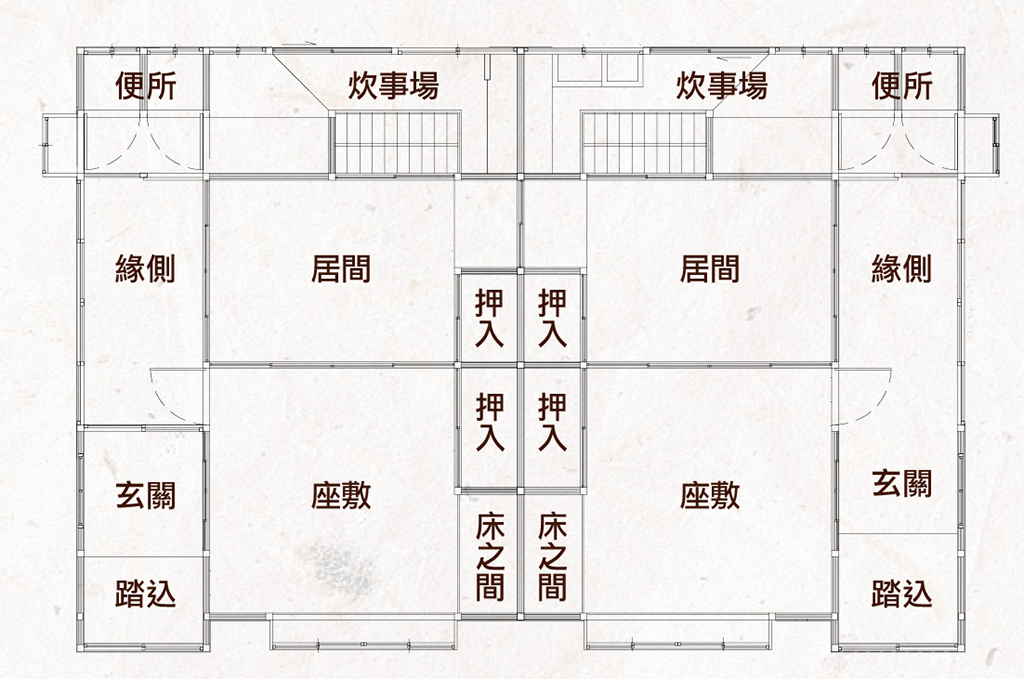
館舍平面圖

中平路故事館，原為桃園縣政府公務員眷屬宿舍，是一棟日式雙併建築。位於桃園市中壢區中壢火車站前的中平商圈內。為一層樓建築，以原木結構及榫接工法建成。為桃園市政府公告之歷史建築。
原住戶分別為桃園縣政府山地課課長王國治及桃園縣政府教育局中等教育科職員廖運全，王廖兩家人在此生活近60年，見證了中壢區半個世紀以來的發展過程。
中平路故事館為桃園市第一座城市故事館。

## 歷史

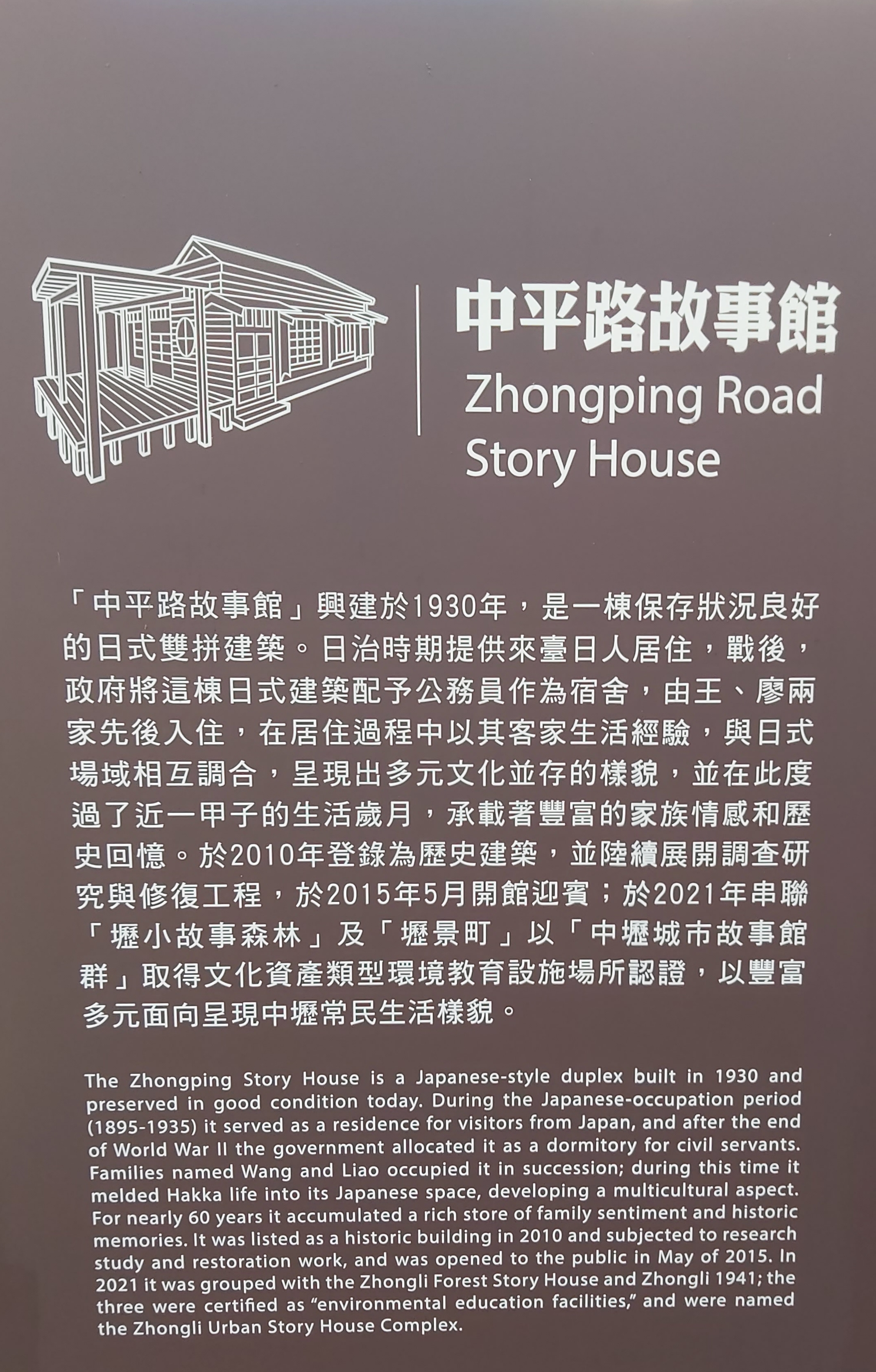
中平路故事館解說牌

- 1930年（民國19年/昭和5年），日式宿舍落成。
- 1946年（民國35年），王國治及其眷屬遷入。
- 1948年（民國37年），廖運全及其眷屬遷入。
- 2006年（民國95年），王國治、廖運全逝世。
- 2010年（民國99年），桃園縣政府公告登錄為歷史建築。
- 2012年（民國101年），桃園縣政府文化局展開調查研究計畫。
- 2013年（民國102年），開始進行修繕工程。
- 2015年（民國104年），「中平路故事館」正式開館迎賓。

## 外部連結
- 中壢中平路縣府日式宿舍  桃園市政府文化局
- 桃園市政府客家事務局（页面存档备份，存于）
- 中平路故事館  桃園觀光導覽網
- 中壢中平路縣府日式宿舍  文化部文化資產局（页面存档备份，存于）
- 中平路故事館的Facebook專頁